# 半坡遺跡
半坡遺跡（はんぱいせき）は、中国の陝西省西安市灞橋区滻河東岸の新築街道半坡村に位置する新石器時代の遺跡。市内より東8キロの台地に位置し、仰韶文化に属する典型的な母系氏族集落遺跡である。
1952年に発見され、1954年から1957年にかけて発掘調査が行われた。遺跡面積は約5万平方メートル、その内五分の一の範囲が調査され、住居跡46箇所、窖穴200以上、墓葬遺構247箇所（成人用174、子供用73）、陶窯遺構6箇所を調査、1万点以上の遺物が発見された。中国で初めて発見された大規模旧石器時代の遺跡として注目され、1958年に博物館が建設されている。また同遺跡からは半坡文字と呼ばれる文字に近い記号も発見されている。
集落は不規則な円形となっており、居住区はその中央に位置し南北2つのことなる氏族グループを形成している。グループには集団で使用したと推測される大規模建造物が位置し、その周囲に住居遺構が位置している。居住区を濠が取り囲む環濠集落であり、北側には共同体の墓地があり、墓は成人が土壙墓、幼児や子供は甕棺に入れられていた。東側からは陶窯遺構が出土している。
半坡遺跡は農業及び狩猟を中心とする経済活動であったと推測され、それは斧や鋤などの農具、鏃や矛などの狩猟具、また穀物及び家畜、野生動物の骨格が出土していることから推測される。
座標: 北緯34度16分24秒 東経109度03分04秒 / 北緯34.27322977793238度 東経109.05117273330688度